# Liste der deutschen Botschafter im Kosovo
Die Liste der deutschen Botschafter in Kosovo enthält die Botschafter der Bundesrepublik Deutschland in Kosovo. Sitz der Botschaft ist in Pristina. 
Kosovo erklärte am 17. Februar 2008 seine Unabhängigkeit von Serbien. Am 20. Februar 2008 erkannte die Bundesrepublik Deutschland Kosovo als souveränen Staat an. In der Folge nahmen beide Staaten diplomatische Beziehungen auf. Berlin entsandte Hans-Dieter Steinbach als ersten deutschen Botschafter nach Pristina, Kosovo Vilson Mirdita als ersten kosovarischen Botschafter nach Berlin.
| Name                  | Amtszeit  | Anmerkungen                 |
| --------------------- | --------- | --------------------------- |
| Eugen Wollfarth       | 2005–2007 | Leiter des Verbindungsbüros |
| Karl Wokalek          | 2007–2008 | Leiter des Verbindungsbüros |
| Hans-Dieter Steinbach | 2008–2011 |                             |
| Ernst Reichel         | 2011–2012 |                             |
| Peter Blomeyer        | 2012–2014 |                             |
| Angelika Viets        | 2014–2017 |                             |
| Christian Heldt       | 2017–2020 |                             |
| Jörn Rohde            | 2020–     |                             |